# Frank Oz
Pour les articles homonymes, voir Oz.
 (4 avril 2019).
Frank Oznowicz, dit Frank Oz, est un réalisateur, acteur et marionnettiste américain né le 25 mai 1944 à Hereford (Angleterre).

## Biographie

### Jeunesse
Frank Richard Oznowicz naît à Hereford, en Angleterre. Il est le fils de Frances Ghevaert (1910–1989) et d'Isidore Oznowicz, dit Mike (1916–1998). Mike est néerlando-polonais et juif tandis que Frances est belge flamande et catholique,. Lui officie en tant qu'étalagiste, notamment pour des boutiques de vêtements. En parallèle, ils sont marionnettistes,. Mike fabrique et donne vie aux marionnettes tandis que Frances confectionne leurs costumes.
Au début des années 1930, afin de se moquer d'Adolf Hitler, le couple fabrique une marionnette en bois de 50 cm à l'effigie du dictateur. En 1940, alors que les nazis marchent sur la Belgique, Frances et Mike enterrent la marionnette dans leur jardin et quittent Anvers. Ils voyagent à travers le Sud de la France, l'Espagne, le Maroc et le Portugal avant d'atteindre l'Angleterre. De là, Mike s'engage dans les rangs des brigades néerlandaises[source insuffisante]. Le couple a deux enfants : Ronald et Frank.
Après la guerre, alors que Frank a six mois, la famille revient en Belgique. Mike et Frances y déterrent la marionnette en bois. À l'obtention de leur visa, cinq ans plus tard, ils déménagent au Montana (emportant la marionnette avec eux). Un dernier enfant, une fille nommée Jenny, naît sur le sol américain.
En 1951, la famille Oznowicz s'établit finalement à Oakland, en Californie. C'est dans cette ville que Frank passe sa jeunesse, étudiant à l'Oakland Technical High School (en) puis à l'Oakland City College (en). Ses parents fondent la San Francisco Bay Area Puppeteers Guild et accueillent de nombreux créateurs et amateurs de marionnettes dans le logis familial. C'est dans ce contexte que Frank apprend de son père l'art de manier les marionnettes. Adolescent, il devient apprenti marionnettiste au sein des Vagabond Puppets, une troupe financée par l'Oakland Recreation Department. Il se produit notamment au parc à thèmes Children's Fairyland (en) et est mentoré par Lettie Connell Schubert.

### Carrière

#### Marionnettiste
Frank Oz débute comme marionnettiste au sein de la troupe des Vagabond Muppets. C'est ainsi qu'il fait la rencontre de Jim Henson. En 1963, alors qu'il n'a que 19 ans, il le rejoint à New York pour travailler sur les Muppets. Il se fait connaître pour son travail comme marionnettiste dans les séries télévisées Le Muppet Show et Sesame Street ainsi que les films qui en ont été dérivés. Parmi ses personnages, on retrouve Miss Piggy, Fozzie, Animal et Sam (en) pour la première série ; Grover (en), Macaron le glouton et Bert (en) pour la seconde.
En plus d'interpréter différents personnages, Frank Oz est aussi un collaborateur de premier plan dans le développement de la franchise, réputé pour son alchimie avec Jim Henson. Ils jouent aussi ensemble à l'écran, interprétant des duos tels que Ernie (en) et Bert, Macaron et Kermit, Kermit et Miss Piggy, Kermit et Fozzie, Kermit et Grover ou encore Rowlf (en) et Fozzie. Ils interprètent même conjointement le chef suédois : Jim prête sa voix et contrôle la tête tandis que Frank contrôle les mains. Frank Oz s'implique dans plus de 75 productions, dont le film Labyrinthe (il y joue le vieux gobelin), des vidéos et épisodes spéciaux, ainsi que dans d'innombrables apparitions publiques, épisodes de Sesame Street et d'autres séries de Jim Henson. Il est actif depuis 1963, bien qu'il se soit mis en retrait des Muppets en 2001 (il y est notamment remplacé par Eric Jacobson (en) et David Rudman (en) dans le rôle de Macaron). Il continue ses apparitions annuelles dans Sesame Street jusqu'en 2012.
Le plus connu des personnages de Frank Oz est certainement le petit maître Jedi Yoda, de la franchise Star Wars. Il est la voix et l'homme derrière la marionnette de Yoda qu'il joue dans un premier temps dans le deuxième film sorti en 1980, Star Wars, épisode V : L'Empire contre-attaque, et le troisième film sorti en 1983, Star Wars, épisode VI : Le Retour du Jedi. George Lucas avait proposé le rôle à Jim Henson, qui avait décliné la proposition, étant occupé par d'autres projets. Ce dernier évoque toutefois Frank Oz, qu'il présente comme « son autre moitié », et encourage Lucas à le nommer marionnettiste en chef et consultant créatif. La marionnette n'est pas conçue par la Jim Henson Company mais par Stuart Freeborn, maquilleur notamment connu pour son travail sur 2001 : L'Odyssée de l'espace. Frank Oz se voit offrir le rôle de marionnettiste mais Lucas refuse initialement d'utiliser sa voix. Oz affirme avoir été rappelé par Lucas après près d'un an d'auditions infructueuses. Il a eu beaucoup d'influence sur l'apparence et la personnalité du personnage et est à l'origine de la construction inversée des phrases de Yoda. Il reprend une nouvelle fois le personnage entre 1999 et 2005 dans la deuxième trilogie. Si Tom Kane est la seconde voix du personnage, qu'il interprète notamment dans la série The Clone Wars, Oz reprend le rôle en 2014 et 2016 dans la série d'animation Star Wars Rebels,. Enfin, Oz reprend le personnage dans les deux derniers volets de la troisième trilogie, Star Wars, épisode VIII : Les Derniers Jedi sorti en 2017 dans lequel le personnage apparaît grâce à l'usage d'une marionnette, puis le temps d'un bref caméo vocal dans Star Wars, épisode IX : L'Ascension de Skywalker sorti en 2019,.

#### Réalisateur
En 1982, Frank Oz s'est lancé dans la réalisation avec le film fantastique Dark Crystal, en collaboration avec son complice de longue date Jim Henson. À l'époque, le film fait appel aux marionnettes les plus sophistiquées jamais créées pour un film. Plus tard, il réalise en 1986 la comédie musicale La Petite Boutique des horreurs avec dans les rôles principaux Rick Moranis et Ellen Greene ainsi que Steve Martin, Bill Murray, John Candy et Christopher Guest. Une marionnette de taille est également présente dans ce film, la plante géante (5 mètres), qui à la fin du film se met à danser et chanter (avec la voix de Levi Stubbs) ; exploit qui nécessita à l'époque le concours de trente marionnettistes.
Depuis il a réalisé près de dix films dont Le Plus Escroc des deux en 1988 avec Steve Martin et Michael Caine, Quoi de neuf, Bob ? en 1991 avec Bill Murray et Richard Dreyfuss, Fais comme chez toi ! en 1992, L'Indien du placard en 1995 et plus récemment The Score avec Robert De Niro, Edward Norton et Marlon Brando et en 2004 le remake Et l'homme créa la femme avec Nicole Kidman et Glenn Close.

#### Acteur
Frank Oz est également acteur. Il est en particulier apparu dans plusieurs films de John Landis : The Blues Brothers, Le Loup-garou de Londres, Un fauteuil pour deux, Blues Brothers 2000, Drôles d'espions, ou encore Le fameux maitre Yoda! Ses rôles sont en général modestes.

## Filmographie

### Acteur
- 1972 : The Frog Prince (en) de Jim Henson (voix) : Frog's, autres marionnettes
- 1972 : The Muppet Musicians of Bremen (en) de Jim Henson (voix) : Rat, autres marionnettes
- 1979 : Les Muppets : ça c'est du Cinéma ! (The Muppet Movie) de James Frawley (voix) : Miss Piggy, Fozzie, Animal, Sam the Eagle, Marvin Suggs, autres marionnettes
- 1980 : Star Wars, épisode V : L'Empire contre-attaque (Star Wars: épisode V - The Empire Strikes Back) de Irvin Kershner et George Lucas (voix) : Yoda
- 1980 : The Blues Brothers de John Landis : officier de police
- 1981 : The Great Muppet Caper de Jim Henson (voix) : Miss Piggy, Fozzie Bear, Animal, Sam the Eagle, Gramps, autres marionnettes
- 1981 : Le Loup-garou de Londres (An American Werewolf in London) de John Landis (voix) : Mr. Collins, Miss Piggy
- 1982 : Dark Crystal (The Dark Crystal) de lui-même et Jim Henson : Aughra, Chamberlain
- 1983 : Star Wars, épisode VI : Le Retour du Jedi (Star Wars: épisode VI - Return of the Jedi) de Richard Marquand (voix) : Yoda
- 1983 : Un fauteuil pour deux (Trading Places) de John Landis : policier corrompu
- 1984 : Les Muppets à Manhattan (The Muppets Take Manhattan) de lui-même (voix) : Miss Piggy, Fozzie, Animal, Sam the Eagle, autres marionnettes
- 1985 : Sesame Street Presents: Follow That Bird de Ken Kwapis (voix) : Cookie Monster, Bert, Grover
- 1985 : Drôles d'espions (Spies Like Us) de John Landis : Surveillant d'examen
- 1986 : Labyrinthe (Labyrinth) de Jim Henson : le sage
- 1991 : Muppet*vision 3-D de Jim Henson : Miss Piggy, Fozzie Bear, Sam the Eagle
- 1992 : Innocent Blood de John Landis : médecin
- 1992 : Noël chez les Muppets (The Muppet Christmas Carol) de Brian Henson (voix) : Miss Piggy, Fozzie Bear, Sam the Eagle, Animal, George the Janitor, autres marionnettes
- 1996 : L'Île au trésor des Muppets de Brian Henson (voix) : Miss Piggy, Fozzie Bear, Sam the Eagle, Animal, George, autres marionnettes
- 1998 : Blues Brothers 2000 de John Landis : le directeur de la prison
- 1999 : Star Wars, épisode I : La Menace fantôme (Star Wars: Episode I - The Phantom Menace) de George Lucas (voix) : Yoda
- 1999 : Les Muppets dans l'espace (Muppets From Space) de Tim Hill (voix) : Miss Piggy, Fozzie, Animal, Sam the Eagle
- 1999 : Elmo au pays des grincheux (The Adventures of Elmo in Grouchland) de Gary Halvorson (en) (voix) : Bert, Grover, Cookie Monster
- 2001 : Monstres et Cie (Monsters, Inc.) de Peter Docter, David Silverman et Lee Unkrich (voix) : Fungus
- 2002 : Star Wars, épisode II : L'Attaque des clones (Star Wars: episode II - Attack of the Clones) de George Lucas (voix) : Yoda
- 2005 : Star Wars, épisode III : La Revanche des Sith (Star Wars: episode III - Revenge of the Sith) de George Lucas (voix) : Yoda
- 2015 : Vice-versa (Inside Out) de Pete Docter (voix) : Dave le garde du subconscient
- 2017 : Star Wars, épisode VIII : Les Derniers Jedi (Star Wars: Episode VIII – The Last Jedi) de Rian Johnson (voix) : Yoda
- 2019 : À couteaux tirés (Knives Out) de Rian Johnson : Alan Stevens
- 2019 : Star Wars, épisode IX : L'Ascension de Skywalker (Star Wars: Episode IX – The Rise of Skywalker) de J. J. Abrams (voix) : Yoda

### Réalisateur
- 1982 : The Fantastic Miss Piggy Show (en) (pour la télévision)
- 1982 : Dark Crystal (The Dark Crystal) co-réalisateur avec Jim Henson
- 1984 : Les Muppets à Manhattan (The Muppets Take Manhattan)
- 1986 : La Petite Boutique des horreurs (Little Shop of Horrors)
- 1988 : Le Plus Escroc des deux (Dirty Rotten Scoundrels)
- 1991 : Quoi de neuf, Bob ? (What About Bob?)
- 1992 : Fais comme chez toi ! (HouseSitter)
- 1995 : L'Indien du placard (The Indian in the Cupboard)
- 1997 : In and Out (In & Out)
- 1999 : Bowfinger, roi d'Hollywood (Bowfinger)
- 2001 : The Score
- 2002 : The Funkhousers (série télévisée)
- 2004 : Et l'homme créa la femme (The Stepford Wives)
- 2007 : Joyeuses Funérailles (Death at a Funeral)
- 2020 : In & of Itself (Derek DelGaudio's In & of Itself)

## Distinctions
- 1 Emmy Award (Le Muppets Show — 1978) ainsi que 4 nominations (Le Muppets Show — 1977, 1979, 1980, 1981)
- Grand Prix du Festival international du film fantastique d'Avoriaz (Dark Crystal — 1983)
- Creative Achivement Award des American Comedy Awards (1998)
- Contribution to Cinematic Imagery Award de l'Art Directors Guild (2002)
- 2 Peabody Awards
- 3 disques d'or
- 2 disques de platine